# アレクサンドル・ソコロフ (バレーボール)
アレクサンドル・ソコロフ（ロシア語: Александр Сергеевич Соколов, 1982年3月1日 - ）は、ロシアの男子バレーボール選手。コロムナ出身。ポジションはリベロ。元ロシア代表。

## 来歴
1998年からスパルタク・モスクワでプレーし、2000年にロシア・スーパーリーグのヤロスラヴィチ・ヤロスラヴリへ入団。2002年にロシア代表に選出される。
2009年からファケル・ノヴィ・ウレンゴイに所属し、2011年にワールドリーグで優勝、ワールドカップで金メダルを獲得。2012年ロンドンオリンピックで金メダルを獲得した。
2013年にヤロスラヴィチ・ヤロスラヴリに移籍、2014年にディナモ・クラスノダールへ移籍した。

## 球歴
- オリンピック - 2012年（金メダル）
- ワールドカップ - 2011年（金メダル）
- ワールドリーグ - 2011年（優勝）

## 所属クラブ
- スパルタク・モスクワ（1998-2000年）
- ヤロスラヴィチ・ヤロスラヴリ（2000-2009年）
- ファケル・ノヴィ・ウレンゴイ（2009-2013年）
- ヤロスラヴィチ・ヤロスラヴリ（2013-2014年）
- ディナモ・クラスノダール（2014-2015年）
- ヤロスラヴィチ・ヤロスラヴリ（2015-2019年）
- ディナモ-LO（2019-2020年）
- ヤロスラヴィチ・ヤロスラヴリ（2020-2021年）